# Tongjiang
Tongjiang (同江市S, TóngjiāngP) è una città-contea della Cina, situata nella provincia di Heilongjiang e amministrata dalla prefettura di Jiamusi.
A circa 40 km a nord ovest della città è stato inaugurato nel 2021 il ponte ferroviario di Tongjiang-Nižneleninskoe sul fiume Amur, che attraversa il confine tra Cina e Russia.